# إدوارد فاونتن
إدوارد فاونتن (بالإنجليزية: Edward Fountain)‏ هو لاعب كرة قاعدة أمريكي، ولد في 29 أكتوبر 1857 في نيويورك في الولايات المتحدة، وتوفي في 5 يناير 1923 في كليفلاند في الولايات المتحدة.